# مقامسية (الريف الشرقي)
مقامسية (بالفارسية: مقامسیه) هي قرية تقع في إيران في قسم الريف الشرقي الريفي. يقدر عدد سكانها بـ 1,158 نسمة .